# Texopantitla
Texopantitla är en ort i Mexiko.   Den ligger i kommunen Xochimilco och delstaten Distrito Federal, i den sydöstra delen av landet, 21 km söder om huvudstaden Mexico City. Texopantitla ligger 2 365 meter över havet och antalet invånare är 127.
Terrängen runt Texopantitla är kuperad åt sydväst, men åt nordost är den platt. Runt Texopantitla är det mycket tätbefolkat, med 2 431 invånare per kvadratkilometer. Närmaste större samhälle är Iztapalapa, 14,5 km nordost om Texopantitla. I omgivningarna runt Texopantitla växer huvudsakligen savannskog.